# ラップ現象
ラップ現象（ラップげんしょう）とは、誰も関与しないまま、「誰もいない部屋や、何も存在しない場所空間からある種の音が発生し、鳴り響く」とされる現象で
広義では建物などである種の音が気圧や温度、湿度などの変動により自然に鳴る現象をラップ現象やラップ音という。

## 概説
音自体は、指を鳴らすような音、関節を鳴らす音、棒切れを折るような音、ドアをノックする音、足音、木造家屋がきしむ音など、人によって表現も異なるが、各ケースによっても異なる。
主に「死者の霊魂によって引き起こされるもの」であると、心霊現象研究家や、霊能者などの大部分は解釈している。
音が発生すると同時に、ある種の振動などが伴う事もあることなどから、ポルターガイスト現象の一つとして扱う研究者もいる。
だが、ラップ現象とポルターガイスト現象は別個の心霊現象として扱う研究者もいる。
また、音だけの現象のため、常に偽装説が唱えられる。
（親や親類の霊などが）「お別れを言う場合にも、ラップ現象が起きることもある」と説明されることもある。
この現象を認知するには、その音を録音するのと同時に、現在では映像も同時に残す方法がある。しかしながら、撮影後の音声のミックス（オーバーダビング）などの作為もありうることから、併せて、第三者複数による現場での客観的確認も必要である。
例えば、「ある一枚のドア自体を構成する、中に空間のない均一の材質からの音の発生」や、逆に「何も存在しない空間から音が聞こえる」といった場合であっても、錯覚の結果である可能性は、常に考えられる。
また、ポルターガイスト現象同様、近年では、近くの工場などからの、肉体では感知不可能な低周波による振動や共鳴の結果であるケースもある（この場合、超常現象では無くなるが、自然現象として広義のラップ現象ではある。）。

### 木造住宅におけるラップ音（超常現象ではない）
木造住宅において起こることが多いとされる一例をここでは取り上げる。住宅を建てる際、骨格となる柱に使う材木は普通ある程度乾かしたものが用いられる。しかし、中には乾燥が十分ではなかったため、年を経過させるにつれ徐々に乾きが進行し、木材が乾燥する時の割れにより「ミシッ」とか「パーン」といった音が室内に響くことがある。

## 歴史
この現象が、近代において広く知れ渡ったのは、1848年にアメリカで起こった、フォックス姉妹にまつわるもので、これはハイズビル事件とも研究者に呼ばれている出来事である。その後、フォックス姉妹はインチキであると自白して決着したと、と学会の暴露本などでは説明付けられている。なお、フォックス姉妹は、暴露を撤回している。

## 関連書籍
- 佐藤愛子『私の遺言』新潮文庫、2005